# Bestia 666
Leornardo Carrera Lizarraga  (Tijuana, 14 de mayo de 1989)  es un luchador profesional mexicano, más conocido por el nombre en el ring Bestia 666. Actualmente se encuentra trabajando para diversas promociones en todo México, mientras también se presenta en los Estados Unidos para varias promociones con sede en California. El padre de Bestia 666 es el luchador profesional Leonardo Carrera, quien se desempeña como Damián 666 y quien inspiró el personaje actual de su hijo. Es el actual líder de La Rebelión Amarilla. Es dos veces Campeón Mundial en Parejas de la NWA.

## Primeros años de vida
Carrera nació el 14 de mayo de 1989, en Tijuana, Baja California, México, hijo de Leonardo Carrera Gómez y Guadalupe Lizarraga. Estudió primero en la Universidad de las Américas de Puebla en San Andrés Cholula, pero luego de tener algunos problemas con los profesores de la universidad, se cambió a la Universidad Autónoma de Nuevo León en Monterrey para estudiar ciencias del deporte. Mientras estudiaba, Carrera buscaba una carrera en fútbol americano, jugando tanto como running back como defensive back, sin embargo, se vio obligado a abandonar el deporte después de que lesiones comenzaron a afectar su carrera. Carrera entonces decidió seguir los pasos de su padre Leonardo, más conocido como Damián 666, y comenzó a entrenar en lucha libre profesional en la Arena México con su padre, El Hijo del Gladiador y Skayde.

## Carrera en la lucha libre profesional

### Los Perros del Mal (2009-2012)

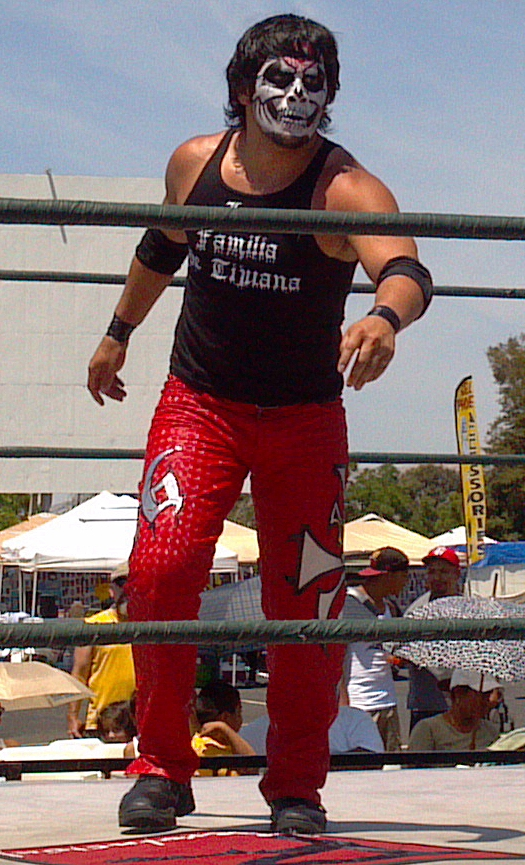
Bestia 666 en un evento de PWR el 16 de junio de 2012.

En julio de 2009, Carrera hizo su debut en la promoción de su padre, Perros del Mal Producciones. Queriendo empezar desde cero, se le ocurrió el personaje de Leo, un bailarín enmascarado técnico (el favorito de los fanes) y la mitad del tag team Los Strippers con Riveiro. El equipo logró solo un éxito limitado, a menudo trabajando en combates de apertura en eventos. El 6 de junio de 2010, Carrera participó en la storyline de la invasión de Perros del Mal a la promoción más grande de México, AAA. Para su aparición fue reempaquetado como Bestia 666, con un personaje y pintura facial inspirados en su padre Damián 666, revelando en el proceso la relación entre los dos. Bajo su nuevo personaje, Bestia 666 fue rápidamente aceptado en el grupo rudo Los Perros del Mal, que también incluía a Damián 666, Halloween, L. A. Park, X-Fly y el líder del grupo, El Hijo del Perro Aguayo.
Con su equipo con Riveiro detrás de él, Bestia 666 comenzó a hacer equipo regularmente con X-Fly y el 4 de septiembre los dos participaron en un torneo para determinar los primeros Campeones de Parejas de la Independent Wrestling League (IWL). El 28 de noviembre, Bestia 666 y X-Fly derrotaron a Los Hermanos Trauma (Trauma I y Trauma II) en una final de torneo para convertirse en los primeros Campeones en Parejas de la IWL. Una semana después, Perros del Mal Producciones coronó a su primer campeón, el Campeón Extremo de Perros del Mal; la lucha de nueve esquinas, que también incluyó a Bestia 666, fue ganada por su compañero de equipo y mejor amigo X-Fly.
El 15 de enero de 2011, Bestia 666 hizo su debut en la lucha libre para AAA, haciendo equipo con Damián 666 y Halloween como miembro de Los Perros del Mal y La Sociedad, en una lucha en equipos de seis hombres, donde fueron derrotados por Los Psycho Circus (Monster Clown, Murder Clown y Psycho Clown). Bestia 666 también representó a Los Perros del Mal en International Wrestling Revolution Group (IWRG), donde él, Damián 666 y X-Fly desafiaron sin éxito por el Campeonato Intercontinental de Tríos de IWRG en cuatro ocasiones distintas entre enero y julio.
El 24 de julio, Perros del Mal Producciones coronó a su primer campeón de peso semicompleto en una lucha de seis esquinas, donde Bestia 666 terminó derrotando a Black Fire, Peligro, Pesadilla, Tony Rivera y Zumbi para ganar el título. Durante el show La Jaula de la Muerte de IWRG el 28 de agosto, Bestia 666, Damián 666 y X-Fly derrotaron a Los Psycho Circus, Los Temerarios (Black Terry, Durok y Machin) y Los Villanos (Kortiz, Ray Mendoza Jr. y Villano IV) en una lucha en jaula de acero para ganar el Campeonato Intercontinental de Tríos de IWRG.
El 5 de octubre, IWL anunció que dado que Bestia 666 y X-Fly habían defendido el Campeonato en Parejas de IWL sin la autorización de la promoción, ya no reconocerían el título, que sería reemplazado por el nuevo Campeonato Internacional en Parejas de IWL. Más tarde ese mes, Bestia fue invitado a una prueba con la WWE, durante la gira de la promoción por México. Bestia apareció en la edición del 21 de octubre de WWE SmackDown como uno de los hombres que repartían bolsas de papel de Cody Rhodes, recibiendo un RKO de Randy Orton.
El 13 de noviembre, Bestia 666 perdió el Campeonato Peso Semicompleto de Perros del Mal ante Super Nova en un combate de eliminación de seis esquinas, en el que también participaron Eterno, Diva Salvaje, Golden Magic y Tony Rivera. El 1 de diciembre, Bestia, Damián y X-Fly perdieron el Campeonato Intercontinental de Tríos de IWRG ante Los Capos Jr. (CCien Caras Jr., El Hijo de Máscara Año 2000 y Máscara Año 2000 Jr.). El 12 de marzo de 2012, Bestia 666, junto con su padre, Halloween y X-Fly, anunció que abandonaba Los Perros del Mal.

### Estados Unidos (2011-actualidad)

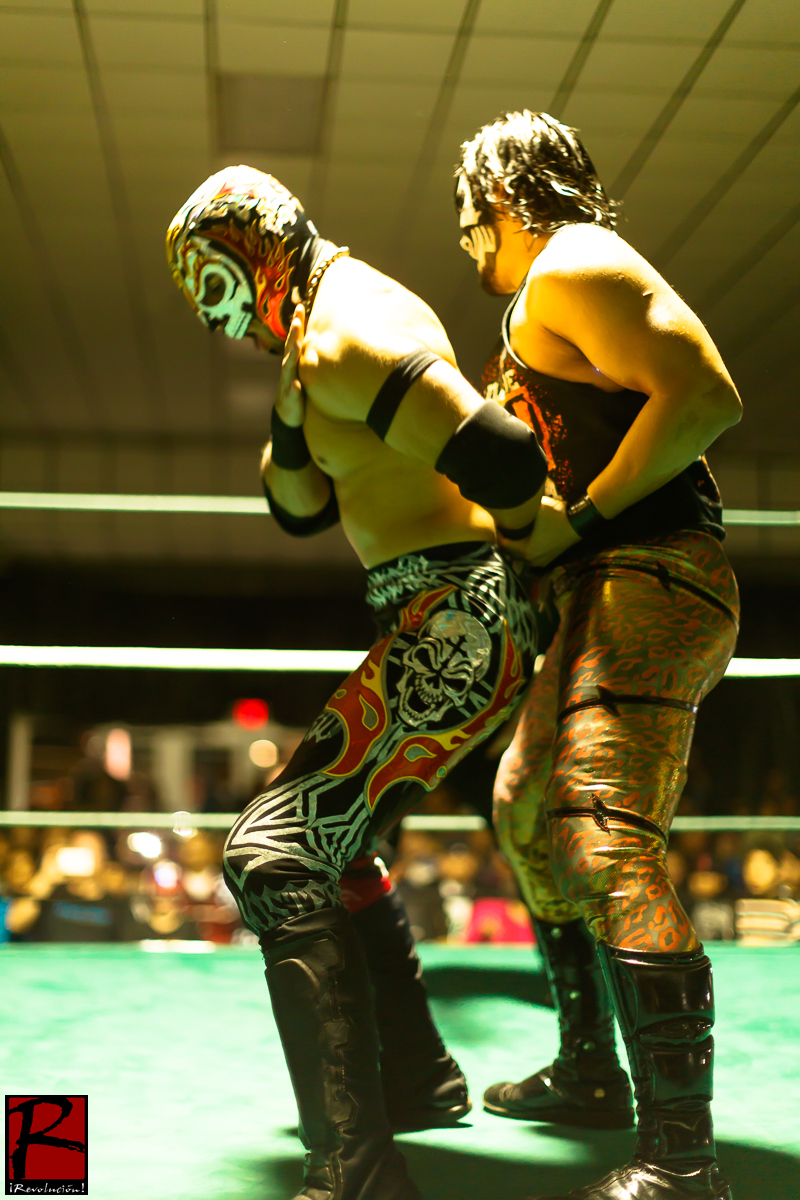
Bestia 666 luchando contra El Hijo de Rey Misterio II en un evento de PWR el 27 de enero de 2013.

El 3 de junio de 2011, Carrera hizo su debut en la lucha libre profesional en los Estados Unidos, cuando, trabajando sin su pintura facial característica y anunciado simplemente como Bestia, participó en las grabaciones de los primeros tres PPV de la Urban Wrestling Federation (UWF) en el Hammerstein Ballroom en la ciudad de Nueva York. En el primer PPV, titulado First Blood, Bestia derrotó a Facade en un combate de primera ronda de un torneo para determinar al campeón inaugural de la UWF. En las grabaciones del tercer PPV, titulado Street King, Bestia fue eliminado de la final del torneo de cuatro vías por Homicide. En el cuarto PPV, Thug Assassins, que se estrenó el 22 de enero de 2012, Bestia derrotó a Masada.
A principios de 2012, Bestia 666, junto con su padre, comenzó a hacer apariciones regulares para las promociones con sede en California Empire Wrestling Federation (EWF) y MexPW. El 29 de junio, Bestia 666 participó en el primer evento de la promoción Extreme Rising en Corona (Queens), derrotando a Pesadilla. El 17 de noviembre, Bestia luchó en el primer PPV de Internet de Extreme Rising, Remember November, derrotando a Facade. Regresó a la promoción un año después, el 28 de diciembre de 2013, formando equipo con su padre en una lucha en equipos, donde derrotaron a Pesadilla y Super Crazy. También en 2013, Bestia y su padre comenzaron a luchar para Vendetta Pro Wrestling, con sede en California. En su primera aparición el 2 de marzo, sufrió una derrota a manos de El Hijo de Rey Misterio II en lo que se denominó un combate Lucha Libre Legacy. El 22 de junio, Bestia y su padre desafiaron sin éxito a Pink Mink, Inc. (Matt Carlos y Rik Luxury) por el Campeonato Unificado de Parejas en una lucha de tres vías, en la que también participaron los Ballard Brothers (Shane y Shannon). Esto condujo a una revancha inmediata, donde los dos resultaron victoriosos por conteo sobre Pink Mink, Inc., quienes, sin embargo, retuvieron su título.
El 24 de julio de 2015, Bestia 666 hizo su debut en Global Force Wrestling (GFW) en la primera grabación de televisión del programa Amped de la promoción, haciendo equipo con Blood Eagle y Steve Pain en una lucha en equipos de seis hombres, donde fueron derrotados por Misterioso Jr., Phoenix Star & Zokre.
En marzo de 2016, Bestia 666 debutó para Lucha Underground.
Hizo su primera aparición en Major League Wrestling en MLW Fusion 68 en un combate individual, derrotando a Mance Warner.

### La Familia de Tijuana (2012-2017)
Después de dejar Los Perros del Mal, Bestia 666, Damián 666, Halloween, Super Nova y X-Fly anunciaron el 14 de marzo de 2012 que estaban formando un nuevo grupo de luchadores independientes, llamado La Familia de Tijuana. El grupo era muy parecido a Los Perros del Mal, con la excepción de que no buscaban formar su propia promoción. También se reveló que originalmente solo Bestia y su padre buscaban salir de Los Perros del Mal, pero los demás se unieron a ellos después de enterarse de sus intenciones. El 22 de marzo, Bestia 666 derrotó a Trauma I para ganar el Campeonato Junior de Juniors de IWRG. El 29 de marzo, IWRG fue anunciado oficialmente como la nueva promoción residencial de La Familia de Tijuana. El 1 de julio, Bestia 666 perdió el Campeonato IWRG Junior de Juniors ante El Hijo de Máscara Año 2000. El 1 de febrero de 2013, Bestia 666 derrotó a El Hijo de Rey Misterio II para ganar el vacante Campeonato Mundial Peso Crucero de la WWO de Promociones Rojas. En diciembre de 2013, Bestia fue invitado a participar en otra prueba de la WWE.

## Campeonatos y logros
- Azteca Karate Extremo
  - AKE Cruiserweight Championship (1 vez)
- The Crash
  - Campeonato de Peso Crucero de The Crash (1 vez)[45]
  - The Crash Tag Team Championship (1 time) - con Mecha Wolf 450[46]
- Independent/International Wrestling League
  - IWL Tag Team Championship (1 vez) – con X-Fly[8]
- International Wrestling Revolution Group
  - Campeonato Intercontinental de Tríos de IWRG (1 vez) – with Damián 666 and X-Fly[17]
  - Campeonato Junior de Juniors de IWRG (1 vez)[40]
- Lucha Maniaks
  - Lucha Maniaks Tag Team Championship (1 vez) - con Mecha Wolf 450[47]
- National Wrestling Alliance
  - NWA World Tag Team Championship (2 veces) - con Mecha Wolf 450
- Perros del Mal Producciones
  - Perros del Mal Light Heavyweight Championship (1 vez)[15]
- Promociones Rojas
  - WWO World Cruiserweight Championship (1 vez)[43]
- Pro Wrestling Illustrated
  - PWI lo clasificó en el puesto 210 entre los 500 mejores luchadores en el PWI 500 en 2015[48]
  - Clasificado #12 de los 100 mejores equipos de etiqueta en el PWI Tag Team 100 en 2023 con Mecha Wolf 450
- Pro Wrestling Revolution
  - PWR Junior Heavyweight Championship (1 vez)
- TNT Extreme Wrestling
  - TNT Tag Team Championship (1 vez) – con Mecha Wolf 450
- Vendetta Pro Wrestling
  - Match of the Year Vendetty Award (2014) vs. Extreme Tiger vs. Little Cholo[49]
- WildKat Pro Wrestling
  - WildKat Revolution Championship (1 vez)[50]
- World Wrestling Association
  - WWA Tag Team Championship (1 vez) – con Damián 666[51]

### Luchas de Apuestas
| Ganador (apuesta)      | Perdedor (apuesta)     | Ubicación                | Evento                         | Fecha                  | Notas        |
| ---------------------- | ---------------------- | ------------------------ | ------------------------------ | ---------------------- | ------------ |
| Bestia 666 (cabellera) | Jack Evans (cabellera) | Tijuana, Baja California | The Crash 6th Anniversary Show | 4 de noviembre de 2017 | [ a ] [ 52 ] |
| Bestia 666 (cabellera) | Garza Jr. (cabellera)  | Tijuana, Baja California | The Crash 7th Anniversary Show | 3 de noviembre de 2018 | [ 53 ]       |

Notas
1. ↑  Esta fue una Tables, Ladders & Chairs Match.